# Ma vie de star
Ma vie de star (Instant Star) est une série télévisée canadienne en 52 épisodes de 26 minutes créée par Linda Schuyler et diffusée entre le 15 septembre 2004 et le 26 juin 2008 sur le réseau CTV.
Au Québec, la série a été diffusée à partir du 10 septembre 2005 à la Télévision de Radio-Canada, en France depuis le 5 mars 2006 sur Filles TV et sur Europe 2 TV devenue Virgin 17 (TNT); et en Belgique sur Club RTL.

## Synopsis
Jude Harrison a 15 ans et la musique est sa passion. Elle décide un jour de s'inscrire à un concours d'auteur-compositeur amateur et à sa grande surprise le remporte. 
Poussée sous les feux des projecteurs, Jude tente tant bien que mal de concilier vie professionnelle et personnelle en prenant soin de ne pas délaisser ses amis. Les choses se compliquent quand elle tombe amoureuse de son producteur, qui est plus âgé qu'elle.
Elle doit également faire ses preuves dans le monde du spectacle, encore réticent à accepter de faire une place à cette très jeune fille qui n'a même pas encore fini le lycée…

## Distribution

### Acteurs principaux
- Alexz Johnson (VQ : Pascale Montreuil) : Jude Harrison
- Tim Rozon (VQ : Martin Watier) : Tommy Quincy
- Kristopher Turner (en) (VQ : Joël Legendre) : Jamie Andrews
- Laura Vandervoort (VQ : Catherine Proulx-Lemay) : Sadie Harrison
- Wes Williams (en) (VQ : Stéphane Rivard) : Darius Mills
- Tyler Kyte (VQ : Sébastien Rajotte) : Vincent Spiederman
- Mark Taylor (en) (VQ : Philippe Martin) : Kwest
- Simon Reynolds (VQ : Patrick Chouinard) : Stuart Harrison
- Ian Blackwood (en) (VQ : Éric Paulhus) : Kyle
- Christopher Gaudet (VQ : Nicolas Charbonneaux-Collombet) : Wally
- Miku Graham (VQ : Camille Cyr-Desmarais) : Portia Quincy

### Acteurs récurrents
- Cory Lee (en) (VQ : Kim Jalabert) : Karma
- Jane Sowerby (VQ : Élise Bertrand) : Victoria Harrison
- Barbara Mamabolo (en) (VQ : Véronique Marchand) : Kat Benton
- Craig Warnock (VQ : Alain Zouvi) : Paegan Smith
- Andrea Lui (VQ : Michèle Lituac) : E.J. Li
- Tracy Waterhouse (VQ : Anne Dorval) : Georgia Bevans
- Zoie Palmer (VQ : Marika Lhoumeau) : Patsy Sewer
- Vincent Walsh (VQ : Frédéric Desager) : Liam Fenway
- Clé Bennett (VQ : Alexis Lefebvre) : Thurman
- Tatiana Maslany (VQ : Klervi Thienpont) : Zeppelin Dyer
- Nicholas Rose (VQ : Marc St-Martin) : Mason Fox
- Kristin Fairlie (en) (VQ : Mélanie Laberge) : Megan
- Cassie Steele (VQ : Julie Beauchemin) : Blu
- Matthew G. Brown (VQ : Tristan Harvey) : Shay Mills
- Susan Lay (en) : Nina
- Corey Sevier : Hunter
- Kyle Riabko (en) : Milo Keegan
- Katrina Matthews : Eden Taylor
- John Ralston : Don
- Skye Regan : Kate
- Robert Thomas : Big Lou
- Samantha Somer Wilson : Kadijah
- Darcy Donavan : Jennifer

 Source et légende : version québécoise (VQ) sur Doublage.qc.ca

## Épisodes
Anecdote : Chaque titre d'épisode original est un titre de chanson.

### Première saison (2004-2005)
1. Une star est née (Even Better Than The Real Thing)
2. Opération séduction (Come As You Are)
3. Rien de grave (Oh Well, Whatever, Nevermind)
4. Sœurs ennemies (Hey Sister)
5. On n'a pas toujours ce que l'on veut (You Can't Always Get What You Want)
6. Baiser amer (Kiss Me Deadly)
7. Le Temps des doutes (I Wanna Be Your Boyfriend)
8. Révélations en séries (Unswett Sixteen)
9. Ultime trahison (Won't Get Fooled Again)
10. Une désagréable nouvelle (Lose This Skin)
11. Restons zen (All Apologies)
12. Une carrière en jeu (Train in Vain)
13. Aucun répit (Should I Stay or Should I Go)

### Deuxième saison (2005-2006)
1. Insomnie - 1re partie (No Sleep' Til Brooklyn - Part 1)
2. Insomnie - 2e partie (No Sleep' Til Brooklyn - Part 2)
3. Rebelle (I Fought the Law)
4. Miss monde (Miss World)
5. Rivalité (Viciousness)
6. Cruel dilemme (The Jean Genie)
7. Une ombre au tableau (Stranger in the House)
8. Crise d'identité (Personality Crisis)
9. Alleluia (Hallelujah)
10. La Cancre (Problem Child)
11. Rien ne va plus (Mother's Little Helper)
12. La roue tourne (When I Come Around)
13. Rendez-vous avec la nuit (Date with the Night)

### Troisième saison (2006-2007)
1. Concurrence déloyale (Lose Yourself)
2. Un parfum de scandale (Like a Virgin)
3. Sans partage (Start Me Up)
4. Étoile déchue (Helter Skelter)
5. Ainsi soit-il (Let it Be)
6. Un cœur d'or (Heart of Gold)
7. Longue est la route (The Long and Winding Road)
8. 18 - 1re partie (18 - Part 1)
9. 18 - 2e partie (18 - Part 2)
10. Aucun répit (Nowhere to Run)
11. Traquée (Celebrity Skin)
12. Sombres secrets (Sympathy for the Devil)
13. L'Heure des choix (All I Want Is You)

### Quatrième saison (2007-2008)
1. Ton tour viendra (Your Time Is Gonna Come)
2. Un amour fou (She Drives Me Crazy)
3. Changement (Changes)
4. Nous et eux (Us and Them)
5. Un lourd secret (We Belong)
6. Retour aux sources (My Hometown)
7. Accro à toi (Not an Addict)
8. Belle erreur (Brilliant Mistake)
9. Possession (Possession)
10. Bas les masques! (Every Breath You Take)
11. Une amitié exclusive (She Walks on Me)
12. Traitement de choc (Gimme Gimme Shock Treatment)
13. L'Appel de Londres (London Calling)